# Koenigsegg One:1

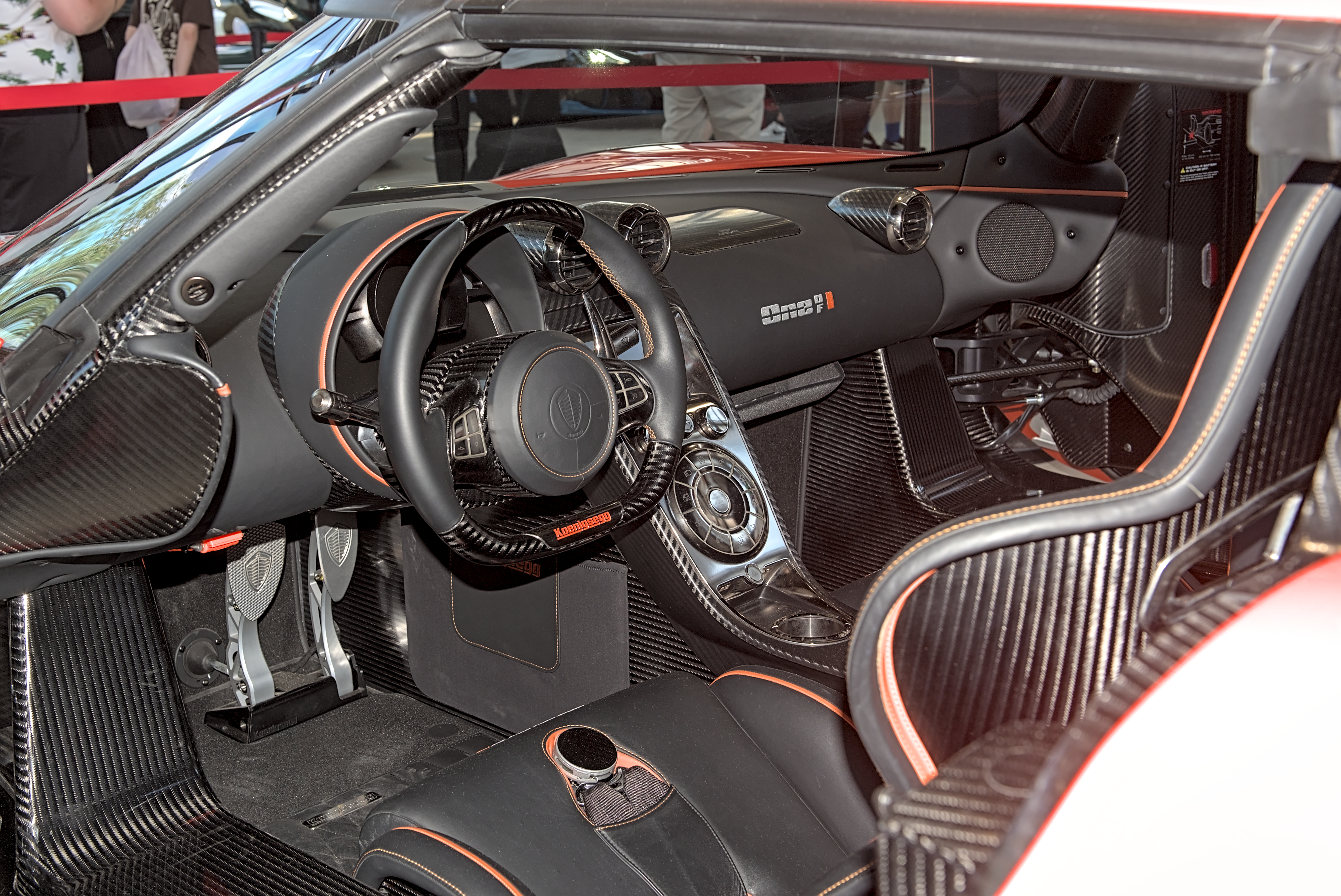
Innenansicht

Der Koenigsegg One:1 ist ein Supersportwagen des schwedischen Herstellers Koenigsegg Automotive. Er ist das Schwestermodell zum Koenigsegg Agera.

## Vorstellung, Name und Planungen
Der auf Basis des Agera R entwickelte One:1 wurde im März 2014 auf dem Genfer Auto-Salon der Öffentlichkeit vorgestellt. Sein Motor leistet 1000 kW (1360 PS) und das Fahrzeug hat ein Gewicht von 1360 kg. Daraus ergibt sich ein Leistungsgewicht von 1,0 kg/PS, was der Hersteller zum Anlass für den Namen des Fahrzeuges (1:1) nahm. Koenigsegg baute nach Prototypen in den Jahren 2014 und 2015 noch sechs weitere Exemplare.

## Technik
Der Wagen ist mit einem V8-Motor mit 5065 cm³ Hubraum (Bohrung × Hub = 92 mm × 95,25 mm) ausgestattet, dessen Gehäuse aus Aluminium gegossen ist. Der Motor hat vier Ventile pro Zylinder und zwei Turbolader, die einen Vordruck von 1,8 bar erzeugen können. Sie sind mit verstellbaren Turbinenleitschaufeln ausgestattet. Die Motorleistung liegt bei 1000 kW (1360 PS), die bei 7500/min abgegeben werden. Das höchste Drehmoment beträgt 1371 Nm bei 6000/min. Der Motor ist als Mittelmotor hinter den Sitzen eingebaut und gibt seine Leistung über ein 7-stufiges sequenzielles Getriebe mit Paddelschaltung und ein elektronisch geregeltes Differentialgetriebe an die Hinterräder ab. 44 % des Gewichtes lasten auf den Vorderrädern und 56 % des Gewichts auf den Hinterrädern.
Das nach Herstellerangabe 72 kg schwere Chassis ist eine Sandwichkonstruktion mit Deckschichten aus kohlenstofffaserverstärktem Kunststoff (CFK) und einem Kern mit Wabenstruktur. Die beiden Benzintanks mit zusammen 74 Litern Inhalt sind darin integriert.  Die Räder sind einzeln an Doppelquerlenkern aufgehängt. Die Radträger sind aus einer Aluminiumlegierung hergestellt. Die Spurweite vorne beträgt 1700 mm, hinten 1650 mm. Die Reifen der Dimension 265/35 × 19″ vorne und 345/30 × 20″ hinten sind auf KfK-Räder montiert. Der Wagen hat Scheibenbremsen mit innenbelüfteten Keramikscheiben, deren Durchmesser 397 mm vorne und 380 mm hinten beträgt.
Auch die Coupékarosserie besteht aus CFK. Sie hat zwei Scherentüren. Ihr Luftwiderstandsbeiwert (cw) beträgt 0,45.

## Fahrleistungen
Der One:1 soll eine Höchstgeschwindigkeit von 440 km/h erreichen, die jedoch nie gemessen wurde. Seine maximale Beschleunigung liegt bei 21,5 Sekunden von 0 auf 400 km/h, von 0 auf 100 km/h benötigt er 2,8 Sekunden. Der Bremsweg aus 100 km/h bis zum Stillstand liegt auf trockener Straße bei 28 Metern. Der Wendekreisdurchmesser beträgt 11 Meter.

## Ausstattung

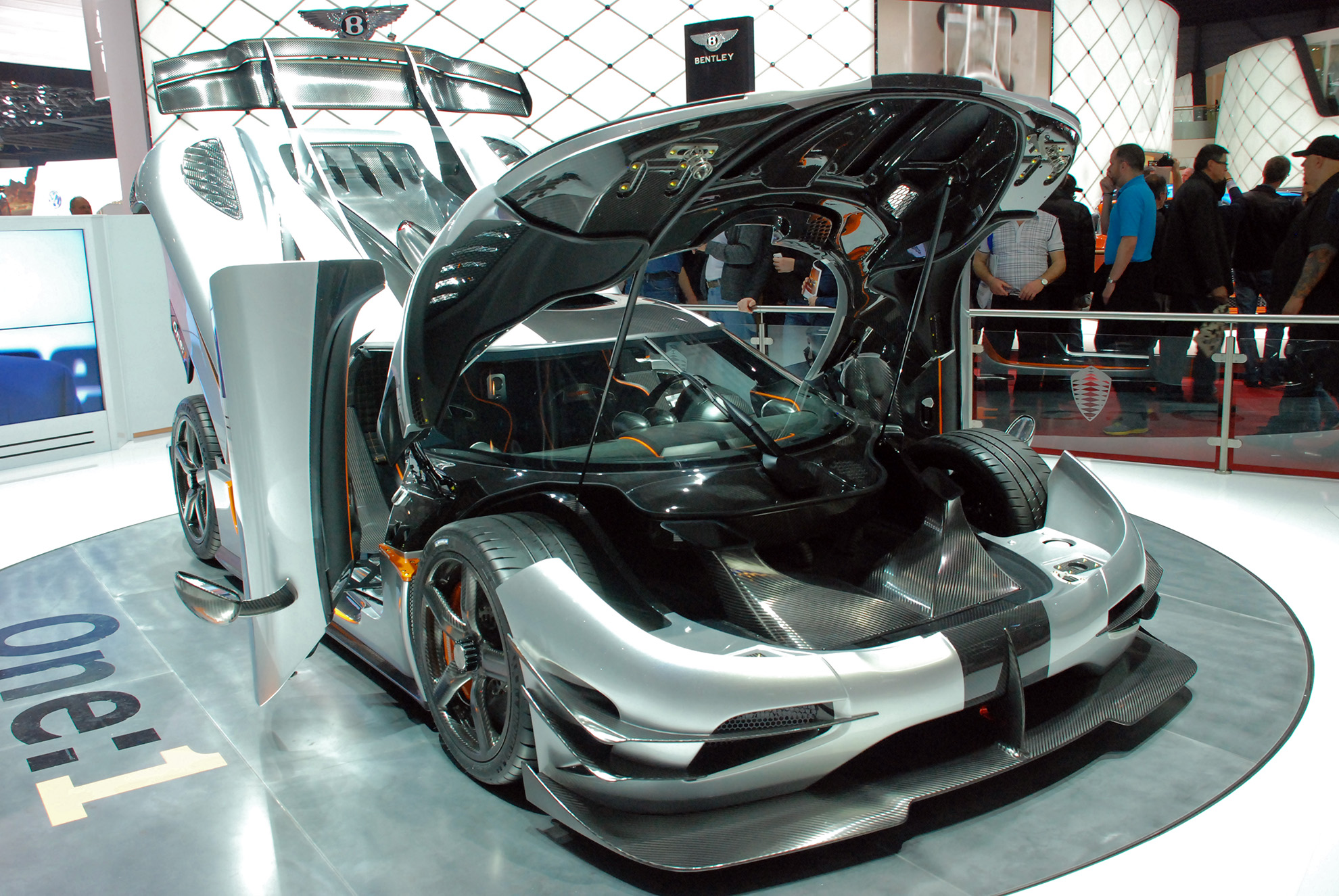
Koenigsegg One:1 auf dem Genfer Auto-Salon 2014

Die niedrig angebrachten Schalensitze sind mit Wildleder bezogen. Obwohl Koenigsegg selbst von einem fixed roof, also einem fixierten Dach schreibt, lässt es sich entfernen. Der One:1 ist jedoch der einzige Koenigsegg, bei dem das abnehmbare Targadach nicht unter der Fronthaube verstaut werden kann. Dies ist sowohl auf die Lufthutze auf dem Dachelement zurückzuführen, als auch ein Tribut an die Luftleitkanäle unter der Fronthaube.
Die Sitze sind mit 6-Punkt-Gurten ausgestattet. Antiblockiersystem (ABS), Fahrdynamikregelung (ESC), Niveauregulierung, Klimaautomatik, Rückfahrkamera und Reifendrucküberwachung gehören zur Grundausstattung.

## Technische Daten
| Antrieb                  | Antrieb                                                |
| ------------------------ | ------------------------------------------------------ |
| Motorart                 | V8-Ottomotor mit zwei parallelgeschalteten Turboladern |
| Einbaulage               | mittig längs                                           |
| Gaswechselsteuerung      | vier Ventile pro Zylinder; vier Nockenwellen           |
| Hubraum                  | 5065 cm³                                               |
| Bohrung × Hub            | 92,0 × 95,25 mm                                        |
| max. Leistung            | 1000 kW (1360 PS) bei 7500/min                         |
| max. Drehmoment          | 1371 Nm bei 6000/min                                   |
| Antrieb                  | Hinterrad                                              |
| Getriebe                 | 7 Gänge, sequenziell                                   |
| Abmessungen              |                                                        |
| Länge × Breite × Höhe    | 4500 × 2060 × 1150 mm                                  |
| Radstand                 | 2662 mm                                                |
| Leergewicht              | 1360 kg                                                |
| Fahrleistungen           |                                                        |
| 0–100 km/h               | 2,8 s                                                  |
| 0–200 km/h               | 5,8 s                                                  |
| 0–300 km/h               | 11,92 s                                                |
| 0–400 km/h               | 21,5 s                                                 |
| Viertelmeile             | 9,8 s                                                  |
| Höchstgeschwindigkeit    | 440 km/h                                               |
| Preis                    |                                                        |
| Grundpreis (Deutschland) | 3.330.000 €                                            |

## Rekordversuche
Am 18. Juli 2016 versuchte Koenigsegg mit dem One:1 einen neuen Rekord auf der Nordschleife des Nürburgrings aufzustellen. Bei diesem Versuch kam jedoch am Eingang des Adenauer Forsts das Auto von der Strecke ab und wurde beschädigt. Laut Koenigsegg war die Ursache ein Fehler an einem Sensor des Antiblockiersystems. Ein Rekord wurde nicht erreicht.
Beim zweiten Versuch am selben Tag wurden die dB-Regularien geändert, wodurch ein Versuch nicht zu Stande kam.

## Trivia
Da in der deutschen Zulassungsbescheinigung das Feld für Leistungsangabe nur dreistellig ist, steht bei den in Deutschland zugelassenen Modellen die Leistungsangabe nicht wie üblich in Feld P.2, sondern mit Vermerk in Feld 22.